# Wihtgils
Wihtgils (V secolo) fu un semi-leggendario capotribù juto menzionato dalla Cronaca anglosassone (e dalla Historia Brittonum), secondo cui era padre di Hengest e Horsa: "Anno Domini 449 [...] I loro capi erano due leader, Hengest e Horsa; figli di Wihtgils figlio di Witta figlio di Wecta figlio di Woden".